# Топожисько (Куявсько-Поморське воєводство)
Топожисько (пол. Toporzysko) — село в Польщі, у гміні Злавесь-Велика Торунського повіту Куявсько-Поморського воєводства.
Населення — 688 осіб (2011).
У 1975-1998 роках село належало до Торунського воєводства.

## Демографія
Демографічна структура станом на 31 березня 2011 року:
|          | Загалом | Допрацездатний вік | Працездатний вік | Постпрацездатний вік |
| -------- | ------- | ------------------ | ---------------- | -------------------- |
| Чоловіки | 366     | 104                | 231              | 31                   |
| Жінки    | 322     | 68                 | 197              | 57                   |
| Разом    | 688     | 172                | 428              | 88                   |